# Sostry
Hermanas (en ruso: Сёстры, Siostry) es una película rusa de 2001 dirigida por Serguéi Bodrov (hijo) e interpretada por Oksana Akinshina. La película fue la única dirigida por Serguéi Bodrov, Jr. debido a su fallecimiento un año después mientras filmaba su segundo largometraje. Además, la actriz protagonista Oksana Akinshina fue descubierta por Bodrov para esta película.

## Sinopsis
La película se centra en la vida de Sveta (Oksana Akinshina) y Dina (Ekaterina Gorina), dos hermanas de diferente padre. Sveta, de trece años, es la hermana mayor de Dina, una niña de nueve años hija de Natalia (Tatiana Kolganova) y Álik (Román Aguéyev), un mafioso daguestaní que acaba de salir de prisión. Sin embargo, Alik tiene unas fuertes deudas con otros mafiosos que no quiere pagar, por lo que éstos pasan a la acción y le anuncian su intención de secuestrar a la pequeña Dina, que valdría en el mercado dos millones de rublos. Sveta, una gran francotiradora que se entrena para ingresar en el Ejército ruso, es la encargada de velar por su hermanastra, pese a que ella lo encuentra incómodo y su relación con ella no es buena.
Los padres dejan a las niñas en un piso franco mientras Alik marcha con su esposa a reunirse con los mafiosos y buscar una solución. Otro grupo mafioso las localiza y las niñas huyen. A partir de ese momento, Sveta y Dina comienzan una pequeña travesía por la Rusia rural huyendo y en busca de ayuda, en la que su relación irá haciéndose cada vez más estrecha a medida que surjan las dificultades.

## Reparto
- Oksana Akinshina como Svetlana "Sveta" Malakhov.
- Yekaterina Gorina como Dinara "Dina" Murtazaeva.
- Roman Ageyevas como Albert "Alik" Murtazaev (doblado por Mikhail Razumovski).
- Tatiana Kolganova como Natalia Murtazaeva.
- Dmitry Orlov como Aleksandr Palych.
- Kirill Pirogov como perseguidor de las niñas.
- Aleksandr Bashirov como Syeĭfullin.
- Andrey Krasko como Misha.
- Sergei Bodrov, Jr. como mafioso moscovita del jeep.

## Producción
La idea de la película se originó a partir de un guion escrito por Serguéi Bodrov, Jr. después de una historia real de dos chicas de Kazajistán que le contó su padre, el cineasta Serguéi Vladímirovich Bodrov. Aleatoriamente Bodrov lo recordó después y en dos semanas escribió el guion para la futura película. A pesar de que trabajó casi solo, entre los coautores se enumeran a Serguéi Bodrov padre y Gulshat Omarova. En un primer momento, la película iba a llamarse Tanets zhivota («danza del vientre»), pero finalmente fue cambiada a Sostry («hermanas»).
Serguéi Bodrov, Jr. debutaba en esta película como director tras haber tenido un gran éxito en sus anteriores papeles como actor, especialmente en Brat y Brat 2. En su casting para reclutar chicas, muchas de las que se presentaban lo hacían para fotografiarse o pedir autógrafos con el actor. Finalmente acabó descubriendo a Oksana Akinshina, actriz que apenas un año después sería internacionalmente aclamada por su papel en Lilya 4-ever.